# 신승현 (기업인)
신승현(본명: 신승현, 2008년 3월 1일 ~ )은 대한민국의 기업인이다.  대한민국의 기업인. 캐주얼 의류 브랜드 로플을 만들었다. '많은 경험을 다양한 지식을 학습하여 나에게 주어진 특기가 무엇인지 찾아내고 끊임없이 개발하자'라는 청소년 시절 동안의 이루고자 하는 목표가 있다.

## 생애
신승현은 어린 시절부터 전자기기에 높은 흥미와 호기심을 가졌다. 초등학교 때부터는 언더케이지, 잇섭 등 IT 리뷰 유튜버들의 영상을 열정적으로 시청하며 전자기기에 대한 더 많은 지식을 쌓았다. 그러나 어린 나이에 비싼 전자제품을 구매하기에는 가격적으로 부담이 있었다. 이에 신승현은 돈을 벌기 위한 방법을 고민하던 중, 사업을 시작하여 돈을 벌어보자는 생각이 들었다. 이를 계기로 신승현은 사업을 시작했다.

## 여담
- MBTI는 ISTP이다.
- 강원특별자치도 교육청에서 청소년 흡연예방작품 공모전을 열었는데 에세이 부문에서 교육감 표창장을 받았다.